# Oreolyce boultoides
Oreolyce boultoides är en fjärilsart som beskrevs av John Nevill Eliot och Kawazoé 1983. Oreolyce boultoides ingår i släktet Oreolyce och familjen juvelvingar. Inga underarter finns listade i Catalogue of Life.